# 延斯·伯恩森

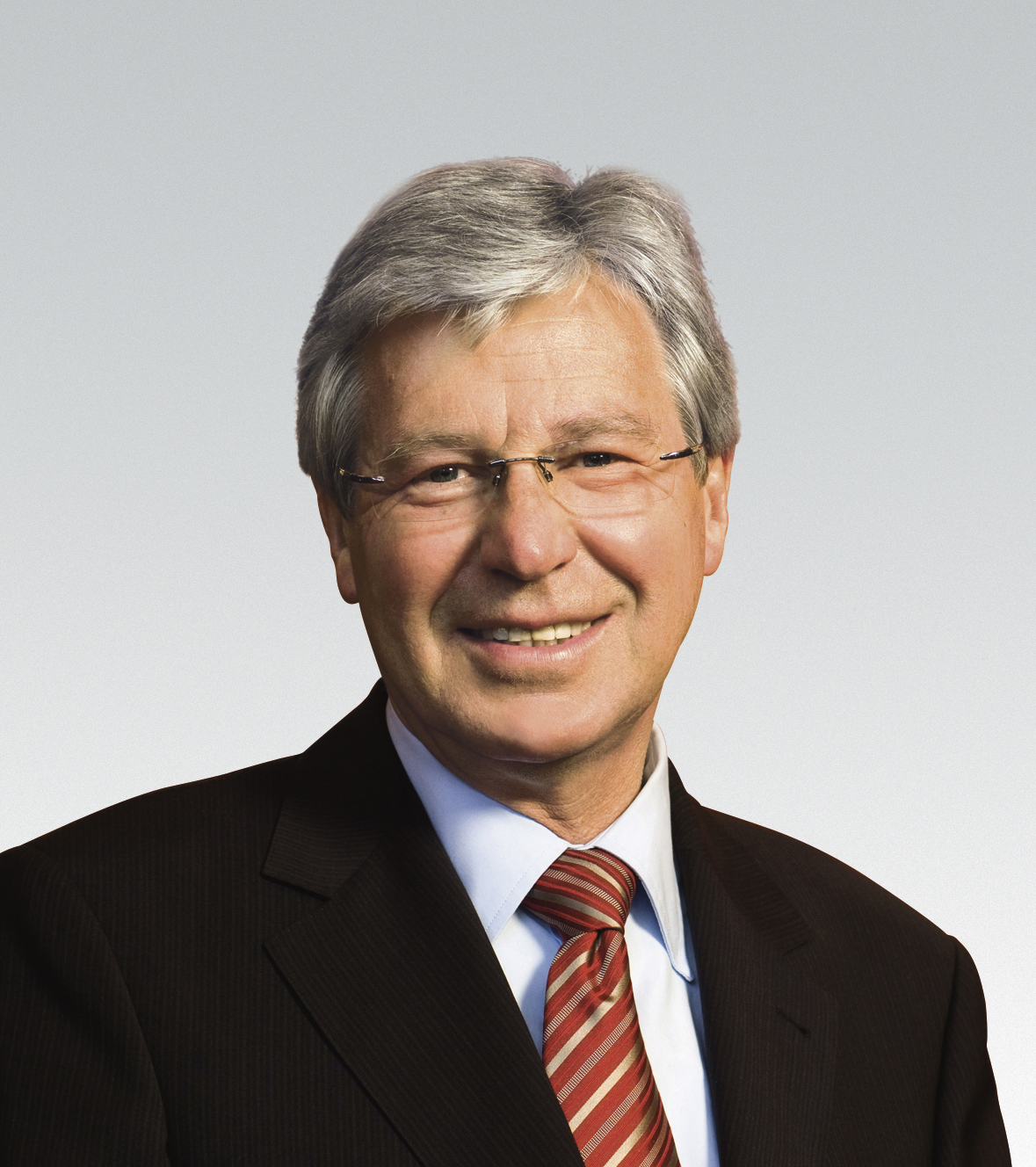
2010年

延斯·伯恩森（德語：Jens Böhrnsen，1949年—），德国政治人物。2005年至今，担任不来梅汉萨自由市参议院议长並兼任市长（即州长）。

## 生平
1949年6月12日，延斯·伯恩森生于不来梅市。1967年加入德国社会民主党。先后就读于基尔大学、汉堡大学。毕业后曾担任律师。1978年至1995年，担任法官；之后从政。